# Précy-Saint-Martin
Précy-Saint-Martin é uma comuna francesa na região administrativa de Grande Leste, no departamento de Aube. Estende-se por uma área de 6,57 km². Em 2010 a comuna tinha 188 habitantes (densidade: 28,6 hab./km²).